# Dzwonkówka główkowatowłoskowata
Dzwonkówka główkowatowłoskowata (Entoloma jahnii Wölfel & Winterh.) – gatunek grzybów z rodziny dzwonkówkowatych (Entolomataceae).

## Systematyka i nazewnictwo
Pozycja w klasyfikacji według Index Fungorum: Entoloma, Entolomataceae, Agaricales, Agaricomycetidae, Agaricomycetes, Agaricomycotina, Basidiomycota, Fungi.
Po raz pierwszy opisali go w 1993 r. Gerhard Wölfel i Wulfard Winterhoff na martwym drewnie w Niemczech. Wskazali holotyp. Polską nazwę zarekomendowała w 2025 r. Komisja ds. Polskiego Nazewnictwa Grzybów Polskiego Towarzystwa Mykologicznego.

## Morfologia
Kapelusz
Średnica 1–5 mm, błoniasty, początkowo półkulisty do wypukłego z podwiniętym brzegiem, potem rozszerzający się do płasko-wypukłego z odgiętym brzegiem, często staje się nieco nieregularny. Jest niehigrofaniczny, nieprzezroczyście prążkowany, biały do bladoróżowego, gęsto i drobno biało owłosiony na całej powierzchni.
Blaszki
Przyrośnięto-zbiegające do prawie wolnych, rzadkie, wąsko brzuchate, początkowo białe, potem czysto różowe. Krawędzie równe, tej samej barwy.
Trzon
Dobrze rozwinięty tylko u młodych okazów, szybko staje się boczny i zredukowany lub zupełnie go brak. Powierzchnia biała, owłosiona.
Miąższ
Bardzo cienki, bez zapachu i o niecharakterystycznym smaku.
Cechy mikroskopowe
Zarodniki 7–15 × 7,5–11,5 µm, Qav = 1,2–1,3, o bardzo zróżnicowanym kształcie, izo- do heterodiametryczne, 5–6 kątne w widoku z boku z wyraźnymi kątami. Podstawki 30–47 × 10–14 µm, 4-zarodnikowe, rzadko także 2-zarodnikowe, ze sprzążkami. Cystyd brak. Trama w hymenium regularna, zbudowana z elementów o kształcie od cylindrycznego do napęczniałego, 40–120 × 10–25 µm. Skórka kapelusza typu cutis z przejściami do trichodermy, zbudowana ze strzępek cylindrycznych lub napęczniałych o szerokości 5–15 µm, z licznymi główkowatymi elementami końcowymi. Na strzępkach obecne sprzążki.

## Występowanie i siedlisko
Podano stanowiska w niektórych krajach Europy. Jest szeroko rozpowszechniony, ale rzadki lub pomijany (ze względyu na niewielkie wymiary). W Polsce jego stanowiska podano po raz pierwszy w 2010 r., w późniejszych latach podano następne. Aktualne stanowiska podaje także internetowy atlas grzybów. Znajduje się w nim na liście gatunków zagrożonych i wartych objęcia ochroną.
Saprotrof występujący na zbutwiałym drewnie i korze drzew liściastych (olsza, jesion, brzoza, dąb) w wilgotnych i suchych lasach i zagajnikach.